# Nati nel 1996/Novembre
| Questa pagina contiene informazioni ricavate automaticamente dalle voci biografiche con l'ausilio del template Bio e di un bot. L'aggiornamento è periodico e automatico e ricostruisce completamente la pagina. Se manca una persona in questa lista, sei pregato di non aggiungerla, ma accertati piuttosto che la sua voce biografica contenga il template Bio e che i dati anagrafici siano correttamente compilati. Se il template Bio manca, inseriscilo tu stesso o, in alternativa, metti l'avviso {{tmp\|Bio}} che ne segnala la mancanza. Se i dati riportati sono sbagliati, correggi direttamente la voce biografica; le modifiche saranno visibili in questa lista entro pochi giorni. Per chiarimenti vedi il progetto biografie. La lista contiene solo le 376 persone che sono citate nell'enciclopedia e per le quali è stato implementato correttamente il template Bio. Pagina aggiornata al 18 lug 2025. |

- 1º novembre - Anastasija Bajandina, sincronetta russa
- 1º novembre - Dar'ja Bajandina, sincronetta russa
- 1º novembre - Kean Bryan, ex calciatore inglese
- 1º novembre - Apostolos Christou, nuotatore greco
- 1º novembre - Anđela Delić, cestista bosniaca
- 1º novembre - Nikolina Delić, cestista bosniaca
- 1º novembre - Ahmed Ikhbayri, pallavolista libico
- 1º novembre - Mao Izumi, judoka giapponese
- 1º novembre - Daniela Melchior, attrice portoghese
- 1º novembre - Baher Elmohamady, calciatore egiziano
- 1º novembre - Chinanu Onuaku, cestista statunitense
- 1º novembre - Sean Gelael, pilota automobilistico indonesiano
- 1º novembre - Kamil Rychlicki, pallavolista lussemburghese
- 1º novembre - Lil Peep, rapper e cantautore statunitense († 2017)
- 2 novembre - Ibrahim Conteh, ex calciatore sierraleonese
- 2 novembre - Jana Fett, tennista croata
- 2 novembre - Cami, cantante cilena
- 2 novembre - Shaquell Moore, calciatore statunitense
- 2 novembre - Ján Volko, velocista slovacco
- 2 novembre - Andre de Jong, calciatore neozelandese
- 3 novembre - Abdullahi Ibrahim Alhassan, calciatore nigeriano
- 3 novembre - Britt Bongaerts, pallavolista olandese
- 3 novembre - Matteo Ciampi, nuotatore italiano
- 3 novembre - Iiro Järvinen, calciatore finlandese
- 3 novembre - Sean McDermott, cestista statunitense
- 3 novembre - Tim-Kevin Ravnjak, ex snowboarder sloveno
- 3 novembre - Julian Reim, cantante, musicista e ballerino tedesco
- 3 novembre - Aria Wallace, attrice, musicista e cantautrice statunitense
- 4 novembre - Roger Brugué, calciatore spagnolo
- 4 novembre - Minkah Fitzpatrick, giocatore di football americano statunitense
- 4 novembre - Jannes Hundt, cestista tedesco
- 4 novembre - Michael Christian Martinez, pattinatore artistico su ghiaccio filippino
- 4 novembre - Nicole Mercedes Müller, attrice tedesca
- 4 novembre - Eric Paschall, cestista statunitense
- 4 novembre - Stan Pijnenburg, nuotatore olandese
- 4 novembre - Adelén, cantante norvegese
- 4 novembre - Fivel Stewart, attrice statunitense
- 4 novembre - Jordy Tshimanga, cestista canadese
- 4 novembre - Samuel Šefčík, calciatore slovacco
- 5 novembre - Davide Alviti, cestista italiano
- 5 novembre - Orluis Aular, ciclista su strada venezuelano
- 5 novembre - Simone Bastoni, calciatore italiano
- 5 novembre - Sebastian Dahlström, calciatore finlandese
- 5 novembre - Jean-Alphonse Edris, giocatore di football americano francese
- 5 novembre - Maalique Foster, calciatore giamaicano
- 5 novembre - Pedro Raúl, calciatore brasiliano
- 5 novembre - Kiah Melverton, nuotatrice australiana
- 5 novembre - Victoria Moors, ex ginnasta canadese
- 5 novembre - Justin Shonga, calciatore zambiano († 2024)
- 5 novembre - Konomi Suzuki, cantante giapponese
- 6 novembre - Mohamed Aidara, calciatore ivoriano
- 6 novembre - Lorenzo Baldassarri, pilota motociclistico italiano
- 6 novembre - Natalija Buksa, scacchista ucraina
- 6 novembre - Yūta Koike, calciatore giapponese
- 6 novembre - Alix Lapri, attrice e cantante statunitense
- 6 novembre - Kacper Lesiak, tuffatore polacco
- 6 novembre - Béni Nkololo, calciatore francese
- 6 novembre - Cathelijn Peeters, velocista olandese
- 6 novembre - Daniel Presciutti, pallanuotista italiano
- 6 novembre - Sheldrick Redwine, giocatore di football americano statunitense
- 6 novembre - Xin Xin, nuotatrice cinese
- 6 novembre - Chelsea Zhang, attrice statunitense
- 7 novembre - Alex Apolinário, calciatore brasiliano († 2021)
- 7 novembre - Luke Gebbie, nuotatore filippino
- 7 novembre - Dea Herdželaš, tennista bosniaca
- 7 novembre - André Horta, calciatore portoghese
- 7 novembre - Scottie James, cestista statunitense
- 7 novembre - Lorde, cantautrice neozelandese
- 7 novembre - Cyrus Monk, ciclista su strada australiano
- 7 novembre - Klemen Nemanič, calciatore sloveno
- 7 novembre - Alibek Osmonov, lottatore kirghiso
- 8 novembre - David Aubry, nuotatore francese
- 8 novembre - Emily Bader, attrice statunitense
- 8 novembre - Luis Barraza, calciatore statunitense
- 8 novembre - Farukh Choudhary, calciatore indiano
- 8 novembre - Jon Davis, cestista statunitense
- 8 novembre - Rashaan Evans, giocatore di football americano statunitense
- 8 novembre - Kaiser Gates, cestista statunitense
- 8 novembre - Pedro Henrique, calciatore brasiliano
- 8 novembre - Jacob Hjelte, calciatore svedese
- 8 novembre - Wiktoria Johansson, cantante svedese
- 8 novembre - Ryōyū Kobayashi, saltatore con gli sci giapponese
- 8 novembre - Daniel Opazo, calciatore argentino
- 8 novembre - Gustavo Sangaré, calciatore burkinabé
- 8 novembre - Jens Stage, calciatore danese
- 9 novembre - Kevin Afghani, doppiatore statunitense
- 9 novembre - Gorjok Gak, cestista australiano
- 9 novembre - Akeem García, calciatore trinidadiano
- 9 novembre - Nádia Gomes, calciatrice portoghese
- 9 novembre - Sam Junqua, calciatore statunitense
- 9 novembre - Bojana Kovačević, cestista montenegrina
- 9 novembre - Giovanni Lonardi, ciclista su strada italiano
- 9 novembre - Jakobi Meyers, giocatore di football americano statunitense
- 9 novembre - Agustín Palavecino, calciatore argentino
- 9 novembre - Kasey Palmer, calciatore giamaicano
- 9 novembre - Brian Rubio, calciatore messicano
- 9 novembre - Ryū Takao, calciatore giapponese
- 9 novembre - Leandro Vella, calciatore argentino
- 10 novembre - Mišel' Andrade, cantante boliviana
- 10 novembre - Drew Lock, giocatore di football americano statunitense
- 10 novembre - Lucas Braga, calciatore brasiliano
- 10 novembre - Kim Hye-yoon, attrice e modella sudcoreana
- 10 novembre - Stjepan Lončar, calciatore bosniaco
- 10 novembre - Emily Nelson, ex pistard e ciclista su strada britannica
- 10 novembre - Francesca Pittaccio, calciatrice italiana
- 10 novembre - Dorottya Szilágyi, pallanuotista ungherese
- 10 novembre - Jerry Yates, calciatore inglese
- 11 novembre - Adam Andersson, calciatore svedese
- 11 novembre - Joel Andersson, calciatore svedese
- 11 novembre - Walter Antelo, calciatore boliviano
- 11 novembre - Kiril Despodov, calciatore bulgaro
- 11 novembre - Gianluca Gaudino, calciatore tedesco
- 11 novembre - Moussé Gueye, pallavolista senegalese
- 11 novembre - Ryan Kent, calciatore inglese
- 11 novembre - Robin Le Normand, calciatore francese
- 11 novembre - Daniel Mancini, calciatore argentino
- 11 novembre - Naeem Mohammed, calciatore ghanese
- 11 novembre - Adam Ounas, calciatore francese
- 11 novembre - Andrés Ponce, calciatore venezuelano
- 11 novembre - Clara Rosager, attrice e modella danese
- 11 novembre - Jefferson Savarino, calciatore venezuelano
- 11 novembre - Tye Sheridan, attore statunitense
- 11 novembre - Aniekpeno Udoh, calciatore nigeriano
- 11 novembre - Linus Wahlqvist Egnell, calciatore svedese
- 11 novembre - Toby Wallace, attore britannico
- 12 novembre - Victorien Adebayor, calciatore nigerino
- 12 novembre - Vincenzo Albanese, ciclista su strada italiano
- 12 novembre - Oulaya Amamra, attrice francese
- 12 novembre - Francisco Arancibia Silva, calciatore cileno
- 12 novembre - Austin Bryant, giocatore di football americano statunitense
- 12 novembre - Olin Carter, cestista statunitense
- 12 novembre - Alexis De Sart, calciatore belga
- 12 novembre - Sérgio Conceição, calciatore portoghese
- 12 novembre - Ferrant Font, hockeista su pista spagnolo
- 12 novembre - Rashawn Fredericks, ex cestista americo-verginiano
- 12 novembre - Johannes Frey, judoka tedesco
- 12 novembre - Matěj Helešic, calciatore ceco
- 12 novembre - Nyheim Hines, giocatore di football americano statunitense
- 12 novembre - Hwang Taek-eui, pallavolista sudcoreano
- 12 novembre - De'Riante Jenkins, cestista statunitense
- 12 novembre - Georgie Kelly, calciatore irlandese
- 12 novembre - Yann Matias, calciatore lussemburghese
- 12 novembre - Scott McKenna, calciatore scozzese
- 12 novembre - Parīs Psaltīs, calciatore cipriota
- 12 novembre - Reese Stalder, tennista statunitense
- 12 novembre - Tommy Townsend, giocatore di football americano statunitense
- 13 novembre - Milena Bajić, ex cestista montenegrina
- 13 novembre - Enrico Baldini, calciatore italiano
- 13 novembre - Dougie Baldwin, attore australiano
- 13 novembre - Cody Barton, giocatore di football americano statunitense
- 13 novembre - David Bollo, calciatore spagnolo
- 13 novembre - Tyler Cheese, cestista statunitense
- 13 novembre - Willian Machado, calciatore brasiliano
- 13 novembre - Otto Farrant, attore britannico
- 13 novembre - Claudia Ferrato, calciatrice italiana
- 13 novembre - Haley Gorecki, cestista statunitense
- 13 novembre - Kyara Linskens, cestista belga
- 13 novembre - Fletcher Magee, cestista statunitense
- 13 novembre - Emily Maglio, pallavolista canadese
- 13 novembre - Sean McLoughlin, calciatore irlandese
- 13 novembre - Vincenzo Michelotti, ex sciatore alpino e ex calciatore sammarinese
- 13 novembre - Pang Qianyu, lottatrice cinese
- 13 novembre - Francesca Romana Russo, cestista italiana
- 13 novembre - João Pedro Sousa Silva, calciatore portoghese
- 13 novembre - Austin Williams, attore statunitense
- 13 novembre - Phillip Wilson, canottiere neozelandese
- 13 novembre - Joaquín Zeballos, calciatore uruguaiano
- 14 novembre - Bence Bedi, calciatore ungherese
- 14 novembre - Fjorin Durmishaj, calciatore albanese
- 14 novembre - Sarah Finnegan, ginnasta statunitense
- 14 novembre - Mason Gooding, attore statunitense
- 14 novembre - Dawson Knox, giocatore di football americano statunitense
- 14 novembre - Rabiya Mateo, modella e attrice filippina
- 14 novembre - Krisztián Pádár, pallavolista ungherese
- 14 novembre - Muhammad Shachar, calciatore israeliano
- 14 novembre - Borna Ćorić, tennista croato
- 15 novembre - Selim Amallah, calciatore belga
- 15 novembre - Pavel Artamonov, karateka estone
- 15 novembre - Antoine Dupont, rugbista a 15 e rugbista a 7 francese
- 15 novembre - Anna Gray, pallavolista italiana
- 15 novembre - Marwan Hamdi, calciatore egiziano
- 15 novembre - Kim Min-jae, calciatore sudcoreano
- 15 novembre - João Pedro Maturano dos Santos, calciatore brasiliano
- 15 novembre - Candice McLeod, velocista giamaicana
- 15 novembre - Vanessa Nakate, attivista ugandese
- 15 novembre - Dragan Rosić, calciatore serbo
- 15 novembre - Taulant Seferi, calciatore macedone
- 15 novembre - Austin Seibert, giocatore di football americano statunitense
- 15 novembre - Marta Soto, cantante spagnola
- 15 novembre - Demi Vollering, ciclista su strada olandese
- 15 novembre - Kanako Watanabe, nuotatrice giapponese
- 16 novembre - Robert Alexander Abajyan, militare armeno († 2016)
- 16 novembre - David Adeleye, pugile inglese
- 16 novembre - Tomás Andrade, calciatore argentino
- 16 novembre - George Davies, calciatore sierraleonese
- 16 novembre - Boulaye Dia, calciatore senegalese
- 16 novembre - Joël Drommel, calciatore olandese
- 16 novembre - Gonzalo Falcón, calciatore uruguaiano
- 16 novembre - Pirmin Hacker, ex sciatore alpino austriaco
- 16 novembre - Manaf Younis, calciatore iracheno
- 16 novembre - Mackenyu, attore giapponese
- 16 novembre - Lorenzo Marsaglia, tuffatore italiano
- 16 novembre - Brendan Murray, cantante irlandese
- 16 novembre - Luis Romero, calciatore venezuelano
- 16 novembre - Markus Schaberl, giocatore di football americano austriaco
- 16 novembre - Ryan Woolridge, cestista statunitense
- 16 novembre - Jan Zieliński, tennista polacco
- 16 novembre - Shane Zylstra, giocatore di football americano statunitense
- 17 novembre - Justin Bean, cestista statunitense
- 17 novembre - Cho Yu-min, calciatore sudcoreano
- 17 novembre - Ruth Jebet, siepista bahreinita
- 17 novembre - Adriana Leal da Silva, calciatrice brasiliana
- 17 novembre - Lance Leota, giocatore di football americano neozelandese
- 17 novembre - Jorge Sáenz, calciatore spagnolo
- 17 novembre - Charlie Tanfield, pistard e ciclista su strada britannico
- 17 novembre - Tyler Walker, calciatore inglese
- 17 novembre - Stefan de Bod, ciclista su strada e pistard sudafricano
- 18 novembre - Darrell Adams Jr., giocatore di football americano statunitense
- 18 novembre - Akram Afif, calciatore qatariota
- 18 novembre - Sedrick Barefield, cestista statunitense
- 18 novembre - Petrúcio Ferreira dos Santos, atleta paralimpico brasiliano
- 18 novembre - Josh Heuston, attore e modello australiano
- 18 novembre - Christian Kirk, giocatore di football americano statunitense
- 18 novembre - Michele Martina, karateka italiano
- 18 novembre - Saki Ogawa, cantante giapponese
- 18 novembre - Rémi Oudin, calciatore francese
- 18 novembre - Eliel Peretz, calciatore israeliano
- 18 novembre - Noah Ringer, attore e artista marziale statunitense
- 18 novembre - Maxim Saculțan, lottatore moldavo
- 18 novembre - Andrés Pascual Santoja, calciatore spagnolo
- 18 novembre - Kenny Williams, cestista statunitense
- 19 novembre - Zoe Aldcroft, rugbista a 15 britannica
- 19 novembre - Sherridan Atkinson, pallavolista statunitense
- 19 novembre - Kryscina Cimanoŭskaja, velocista bielorussa
- 19 novembre - Jakob Dusek, snowboarder austriaco
- 19 novembre - Gabrielle Elyse, attrice e doppiatrice statunitense
- 19 novembre - Diego Elías, giocatore di squash peruviano
- 19 novembre - Hannes Grym, sciatore alpino svedese
- 19 novembre - Kazuma Kaya, ginnasta giapponese
- 19 novembre - Thiti Mahayotaruk, attore thailandese
- 19 novembre - Tanguy Nef, sciatore alpino svizzero
- 19 novembre - Liliána Szilágyi, nuotatrice ungherese
- 19 novembre - Fred Warner, giocatore di football americano statunitense
- 20 novembre - Stephaun Adams, cestista americo-verginiano († 2020)
- 20 novembre - David Concha, calciatore spagnolo
- 20 novembre - Jack Harrison, calciatore inglese
- 20 novembre - Charlie Heck, giocatore di football americano statunitense
- 20 novembre - Blaž Janc, pallamanista sloveno
- 20 novembre - Jad Khalil, cestista libanese
- 20 novembre - Emanuele Ndoj, calciatore albanese
- 20 novembre - Aidan Scott, attore sudafricano
- 20 novembre - Tarik Skubal, giocatore di baseball statunitense
- 20 novembre - Maria Vittoria Sperotto, ex ciclista su strada e pistard italiana
- 20 novembre - Dean Wade, cestista statunitense
- 20 novembre - Denis Zakaria, calciatore svizzero
- 21 novembre - Kristoffer Haugland, ex sciatore alpino norvegese
- 21 novembre - Marlo Kelly, attrice australiana
- 21 novembre - Miki Kodama, fondista giapponese
- 21 novembre - Miguel Loureiro, calciatore spagnolo
- 21 novembre - Gina Lückenkemper, velocista tedesca
- 21 novembre - Tyler Mabry, giocatore di football americano statunitense
- 21 novembre - Billy Major, sciatore alpino britannico
- 21 novembre - Vladyslav Mazur, lunghista ucraino
- 21 novembre - Daniel Muñoz, ciclista su strada colombiano
- 21 novembre - John Poland, rugbista a 15 irlandese
- 21 novembre - Anna Rodionova, ex ginnasta russa
- 21 novembre - Grace Van Patten, attrice statunitense
- 21 novembre - Juninho, calciatore brasiliano
- 21 novembre - Charlotte Wingfield, velocista maltese
- 22 novembre - Hailey Baldwin, modella statunitense
- 22 novembre - Alexandra Coppinger, attrice australiana
- 22 novembre - Madison Davenport, attrice statunitense
- 22 novembre - Lucas Di Yorio, calciatore argentino
- 22 novembre - Jamule, rapper tedesco
- 22 novembre - Abel Kipsang, atleta keniota
- 22 novembre - Miloš Krunić, calciatore serbo
- 22 novembre - Mackenzie Lintz, attrice statunitense
- 22 novembre - Alexander Lube, tuffatore tedesco
- 22 novembre - Miguel Muñoz Fernández, calciatore spagnolo
- 22 novembre - Jessica Pilz, arrampicatrice austriaca
- 22 novembre - Hugo Rama, calciatore spagnolo
- 22 novembre - Leon Seidel, attore tedesco
- 22 novembre - JuJu Smith-Schuster, giocatore di football americano statunitense
- 23 novembre - Endri Çekiçi, calciatore albanese
- 23 novembre - Anna Fernstaedt, skeletonista tedesca
- 23 novembre - James Maddison, calciatore inglese
- 23 novembre - Anthony Mathis, cestista statunitense
- 23 novembre - Robin Maulun, calciatore francese
- 23 novembre - Fintan McCarthy, canottiere irlandese
- 23 novembre - Alexis Ren, supermodella statunitense
- 23 novembre - Justin Skule, giocatore di football americano statunitense
- 23 novembre - Neen Suwanamas, attrice televisiva thailandese
- 23 novembre - Norman Vahtra, ciclista su strada estone
- 24 novembre - Yassin Bouih, mezzofondista e siepista italiano
- 24 novembre - Ben DiNucci, giocatore di football americano statunitense
- 24 novembre - Francesca Gallina, snowboarder italiana
- 24 novembre - Damian Gąska, calciatore polacco
- 24 novembre - Louise Hansson, nuotatrice svedese
- 24 novembre - Wesley Moraes Ferreira da Silva, calciatore brasiliano
- 24 novembre - Isotta Nocchi, calciatrice italiana
- 24 novembre - Ryōya Ogawa, calciatore giapponese
- 24 novembre - Fred Onyedinma, calciatore nigeriano
- 24 novembre - Anthony Pittman, giocatore di football americano statunitense
- 24 novembre - Maddie Pokorny, calciatrice statunitense
- 24 novembre - Thea Louise Stjernesund, sciatrice alpina norvegese
- 24 novembre - Jordan Thorniley, calciatore inglese
- 25 novembre - Toma Bašić, calciatore croato
- 25 novembre - Jakov Bašić, calciatore croato
- 25 novembre - Derrick Etienne, calciatore statunitense
- 25 novembre - Cedric Gondo, calciatore ivoriano
- 25 novembre - Luka Juričić, calciatore bosniaco
- 25 novembre - Jaren Lewis, cestista statunitense
- 25 novembre - Tre Scott, cestista statunitense
- 26 novembre - Malik Beasley, cestista statunitense
- 26 novembre - Ninon Esposito, ex sciatrice alpina francese
- 26 novembre - Goran Filipović, cestista croato
- 26 novembre - Marta Gasparotto, giocatrice di softball italiana
- 26 novembre - Federico Agustín Gómez, tennista argentino
- 26 novembre - Myles Kenlock, calciatore inglese
- 26 novembre - Marco Komenda, calciatore tedesco
- 26 novembre - Nemanja Ljubisavljević, calciatore serbo
- 26 novembre - Johan Madrid, calciatore peruviano
- 26 novembre - Gunner Olszewski, giocatore di football americano statunitense
- 26 novembre - Louane, cantante, attrice e doppiatrice francese
- 26 novembre - Cal Raleigh, giocatore di baseball statunitense
- 26 novembre - Marc Roca, calciatore spagnolo
- 27 novembre - Fernando Arce Jr., calciatore statunitense
- 27 novembre - Marie-Ève Gahié, judoka francese
- 27 novembre - Ajaz Guliev, calciatore russo
- 27 novembre - Caleb Homesley, cestista statunitense
- 27 novembre - Pavel Kudrjašov, calciatore russo
- 27 novembre - Darnell Minton, ex giocatore di football americano tedesco
- 27 novembre - Amara Okereke, attrice teatrale britannica
- 27 novembre - Chinglensana Singh, calciatore indiano
- 27 novembre - Vlasiy Sinyavskiy, calciatore estone
- 27 novembre - Kevin Speer, ex calciatore britannico
- 27 novembre - Abbey Willcox, sciatrice freestyle australiana
- 27 novembre - Mike Williams, disc jockey e produttore discografico olandese
- 27 novembre - Bruno Xavier, calciatore brasiliano
- 28 novembre - Nikola Bilyk, pallamanista austriaco
- 28 novembre - Federico Cordin, ex hockeista su ghiaccio italiano
- 28 novembre - Isaïa Cordinier, cestista francese
- 28 novembre - James Dickey, cestista statunitense
- 28 novembre - Anto Grgić, calciatore svizzero
- 28 novembre - Samuel Kroon, calciatore svedese
- 28 novembre - Marius Noubissi, calciatore camerunese
- 28 novembre - Kristóf Polgár, calciatore ungherese
- 28 novembre - João Paulo Queiroz de Moraes, calciatore brasiliano
- 28 novembre - Andrea Rovatti, cestista italiano
- 28 novembre - Abdelhamid Sabiri, calciatore marocchino
- 28 novembre - Shao Yaqi, schermitrice cinese
- 28 novembre - Stephen Sullivan, giocatore di football americano statunitense
- 28 novembre - Uriel Trocki, cestista uruguaiano
- 28 novembre - Katarzyna Zdziebło, marciatrice polacca
- 29 novembre - RetroVision, disc jockey e produttore discografico francese
- 29 novembre - Kennedy Boateng, calciatore ghanese
- 29 novembre - Dominik Bury, fondista polacco
- 29 novembre - Gonçalo Guedes, calciatore portoghese
- 29 novembre - Ahmed Ildız, calciatore turco
- 29 novembre - Dane Jackson, giocatore di football americano statunitense
- 29 novembre - Hussein Ali Al-Saedi, calciatore iracheno
- 29 novembre - Bolémvn, rapper francese
- 29 novembre - Obinna Nwobodo, calciatore nigeriano
- 29 novembre - Amar Sejdič, calciatore statunitense
- 29 novembre - Asrat Tonjo, calciatore etiope
- 29 novembre - Amalie Vangsgaard, calciatrice danese
- 30 novembre - Tidjan Keita, cestista francese
- 30 novembre - Mikko Kuningas, calciatore finlandese
- 30 novembre - Anupart Luangsodsai, attore thailandese
- 30 novembre - Pablo Martínez Morales, ex calciatore paraguaiano
- 30 novembre - Raz Meir, calciatore israeliano
- 30 novembre - Jordan Ogundiran, cestista statunitense
- 30 novembre - Mathias Pereira Lage, calciatore francese
- 30 novembre - Patrick Pflücke, calciatore tedesco
- 30 novembre - Rodrigo Viera, calciatore uruguaiano
- 30 novembre - Dutty Dior, rapper e cantante norvegese († 2024)